# Леухин, Сергей Степанович
Серге́й Степа́нович Леу́хин (20 июля 1905, Памаштур, Больше-Шигаковская волость, Царевококшайский уезд, Казанская губерния, Российская империя — 31 октября 1975, Йошкар-Ола, Марийская АССР, РСФСР, СССР) — советский педагог. Учитель физики средней школы № 11 г. Йошкар-Олы Марийской АССР (1936―1942, 1946―1975, с перерывами). Заслуженный учитель школы РСФСР (1958). Кавалер ордена Ленина. Участник Великой Отечественной войны. Член ВКП(б).

## Биография
Родился 20 июля 1905 года в дер. Памаштур ныне Звениговского района Марий Эл в крестьянской семье.
В 1927 году окончил Казанский государственный университет. Работал преподавателем физики в школе II ступени, с 1930 года ― преподаватель физики и химии Марийского индустриального техникума.
С 1936 года начал работать учителем физики в средней школе № 11 г. Йошкар-Олы Марийской АССР.
В феврале 1942 года призван в Красную Армию. Участник Великой Отечественной войны: радиомастер 386 истребительно-противотанкового артиллерийского полка на 1-м Украинском фронте, рядовой. Член ВКП(б). В 1946 году демобилизовался из армии. Награждён боевыми медалями, в том числе медалью «За отвагу».
После демобилизации из армии вернулся на работу в среднею школу № 11 г. Йошкар-Олы, где проработал вплоть до смерти в 1975 году. Был наставником школьников и молодёжи, являлся руководителем городской секции физиков, в школе руководил объединением учителей физики. Занимался и общественной работой: являлся членом общества по распространению научных знаний среди населения.
В 1949 году за образцовую постановку учебно-воспитательной работы в средней школе № 11 был награждён нагрудным знаком "Отличник народного просвещения РСФСР. В 1952 году ему присвоено почётное звание «Заслуженный учитель школы Марийской АССР», в 1958 году ― звание «Заслуженный учитель школы РСФСР». Также награждён орденом Ленина, медалями и Почётной грамотой Президиума Верховного Совета Марийской АССР.
Скончался 31 октября 1975 года в Йошкар-Оле. Похоронен на Туруновском кладбище в Йошкар-Оле.

## Звания и награды
- Заслуженный учитель школы РСФСР (1958)[2][3][5]
- Заслуженный учитель школы Марийской АССР (1952)[2][3][5]
- Отличник народного просвещения РСФСР (1949)[2][3][5]
- Орден Ленина[2][3][5]
- Медаль «За отвагу» (23.01.1945)[10]
- Медаль «За доблестный труд. В ознаменование 100-летия со дня рождения Владимира Ильича Ленина»
- Почётная грамота Президиума Верховного Совета Марийской АССР (1957)[2][3][5]